# Municipio de Helena (Míchigan)
El municipio de Helena (en inglés: Helena Township) es un municipio ubicado en el condado de Antrim en el estado estadounidense de Míchigan. En el año 2010 tenía una población de 1001 habitantes y una densidad poblacional de 16,76 personas por km².

## Geografía
El municipio de Helena se encuentra ubicado en las coordenadas 44°53′47″N 85°16′0″O / 44.89639, -85.26667. Según la Oficina del Censo de los Estados Unidos, el municipio tiene una superficie total de 59.73 km², de la cual 41,97 km² corresponden a tierra firme y (29,74 %) 17,76 km² es agua.

## Demografía
Según el censo de 2010, había 1001 personas residiendo en el municipio de Helena. La densidad de población era de 16,76 hab./km². De los 1001 habitantes, el municipio de Helena estaba compuesto por el 98,4 % blancos, el 0,5 % eran amerindios, el 0,2 % eran asiáticos, el 0,1 % eran de otras razas y el 0,8 % eran de una mezcla de razas. Del total de la población el 0,9 % eran hispanos o latinos de cualquier raza.